# Джомо Кеніата
Джомо Кеніата (англ. Jomo Kenyatta; 20 жовтня 1891, Ічавері, Гатунгу, Британська Східна Африка — 22 серпня 1978, Момбаса, Кенія) — перший прем'єр-міністр в 1963—1964 і президент Кенії в 1964—1978 роках. Його вважають «батьком кенійської нації».

## Біографія

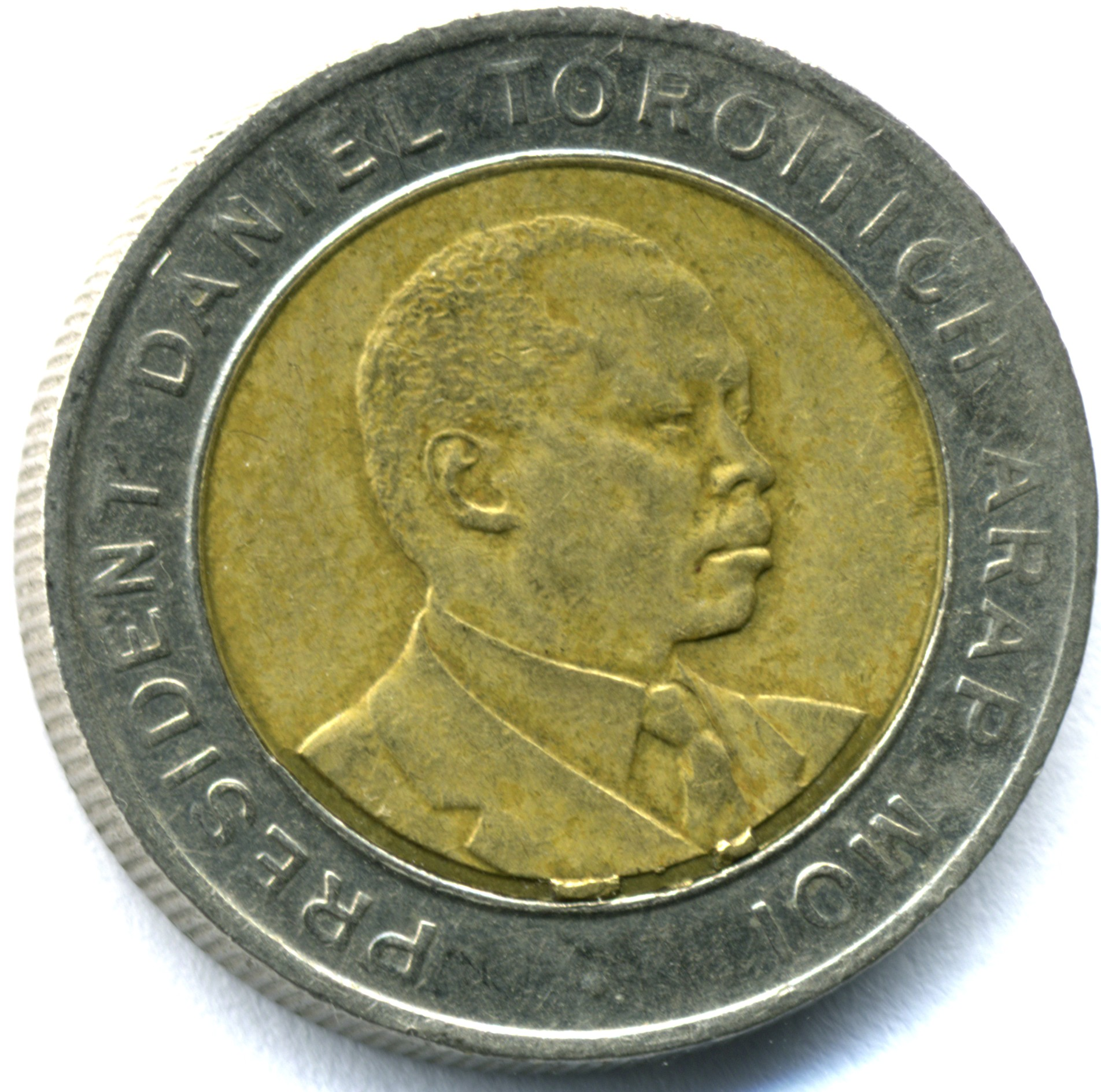
Кенійська монета номіналом 5 шилінгів із зображенням Джомо Кеніата

Походив з племені кікую. Ім'я в молодості — Нгенгі Камау. У віці 23 років прийняв християнство, отримав ім'я Джонстон Камау, пізніше змінив на Джомо Кеніата. У 1920-тих роках працював перекладачем у Верховному суді Кенії і службовцем в муніципалітеті Найробі. Зайнявся політичною діяльністю, в 1928 році став генеральним секретарем Центральної асоціації кікуйю. З 1929 року жив в Європі. Протягом Другої світової війни — працював на фермі в Англії. У 1946 році повернувся в Кенію, став головою Союзу африканців Кенії. У жовтні 1952 року заарештований та осуджений на 7 років позбавлення волі за організацію повстання мау-мау.
Очолював партизанську боротьбу за незалежність Кенії від Великої Британії. Після приходу до влади встановив однопартійну систему. Помер на посаді президента. Його наступником став віце-президент країни Данієль Арап Мої.